# Dirk Schlächter

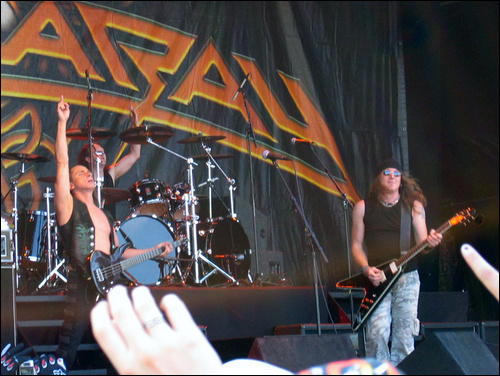
Dirk Schlächter en concierto.

Dirk Schlächter, nacido el 15 de febrero de 1965, es el bajista de la banda de power metal alemana Gamma Ray. Antes tocaba la guitarra, cuando entró Henjo Richter en Somewhere Out In Space cambió la guitarra por el bajo.

### Discos con Gamma Ray
- Sigh No More (1991)
- Insanity And Genius (1993)
- Land Of The Free (1995)
- Somewhere Out In Space (1997)
- Powerplant (1999)
- No World Order (2001)
- Majestic (2005)
- Land Of The Free (2007)
- To The Metal (2010)
- Empire Of The Undead (2014)